# サン・ホセ県
サン・ホセ県（サン・ホセけん、西: Departamento de San José）はウルグアイ南部に位置する県。県都はサン・ホセ・デ・マジョ 。

## 隣接する県
- コロニア県
- フロレス県
- フロリダ県
- カネロネス県
- モンテビデオ県

## 主な都市
人口データは2011年の国勢調査による。
| 都市                                  | 人口   |
| ------------------------------------- | ------ |
| サン・ホセ・デ・マジョ                | 36,743 |
| シウダー・デル・プラタ (*)            | 31,145 |
| デルタ・デル・ティグレ・イ・ビジャス* | 20,239 |
| リベルタ                              | 10,166 |
| プラヤ・パスカル*                     | 6,870  |
| ロドリゲス                            | 2,604  |
| エシルダ・パウジエル                  | 2,585  |
| サンタ・モニカ*                       | 1,662  |
| プンタス・デ・バルデス                | 1,491  |
| モンテ・グランデ*                     | 1,287  |
| ラファエル・ペラサ                    | 1,277  |
| サフィシ*                             | 1,087  |

- 印は2006年、シウダー・デル・プラタに編入された都市